# Stephansplatz metróállomás
Stephansplatz egy metróállomás Bécsben a bécsi metró U1 és U3 vonalán.

## Szomszédos állomások
A metróállomáshoz az alábbi állomások vannak a legközelebb:
- Karlsplatz
- Schwedenplatz
- Herrengasse
- Stubentor

## Átszállási kapcsolatok
| U1 (Oberlaa ↔ Leopoldau)   |                        |                                         |
| U3 (Ottakring ↔ Simmering) |                        |                                         |
| Állomás                    | Átszállási kapcsolatok | Fontosabb létesítmények                 |
| Stephansplatz              | 1A, 2A, 3A             | Szent István-székesegyház (Stephansdom) |